# 武术 (体育运动)
武術作为一种体育项目，发源于中国大陸，目前主要流行于亚洲地区，是中华人民共和国全国运动会、中华民国全国运动会、亚洲运动会、东亚运动会、东南亚运动会和南亚运动会等比赛的正式競技项目，是世界运动会的邀请项目，但不是奥林匹克运动会的比赛项目。

## 历史
- 1933年，第五届中华民国全国运动会在南京举行首届國术國考(内容有傳統國术套路、散手、摔角、長兵及短兵五大競技項目)。
- 1959年，中华人民共和国第一届全运会在北京举行，比赛项目包括武术，此后各届比赛一直设立该项目。
- 1990年，北京亚运会首次设立武术项目，此后一直为亚运会正式项目。
- 1993年，第一届东亚运动会在上海举行，比赛项目包括武术，此后各届比赛一直设立该项目。
- 1991年，第16届东南亚运动会开始设立武术项目。
- 2004年，第9届南亚运动会开始设立武术。
- 2009年，世界运动会将增设武术项目，作为邀请项目。
- 2010年，第一届世界武搏运动会在北京举行，比赛项目包括武术。
- 2013年，第三届伊斯兰团结运动会设立了武术项目。
- 2017年，夏季世界大学生运动会在台北举行，武术为其中一项非规定比赛项目。
- 2018年，非洲青年运动会首次设立武术项目。

## 管理机构
国际武术联合会负责国际范围内的武术比赛组织和管理规则。

## 项目
武术比赛分套路和散打两种类型，前者类似于艺术体操，后者类似于自由拳擊。

### 徒手
- 男子、女子長拳
- 男子、女子南拳
- 男子、女子太極拳

### 器械

#### 长拳
- 男子、女子刀术
- 男子、女子剑术
- 男子、女子棍术
- 男子、女子枪术

#### 南拳
- 男子、女子南刀
- 男子、女子南棍

#### 太极
- 男子、女子太极剑

## 大型比赛
- 世界武术锦标赛[1]
- 北京2008武术比赛
- 世界大学生武术锦标赛
- 世界青少年武术锦标赛[2]
- 世界传统武术锦标赛[3]
- 武术散打世界杯[4]
- 武术套路世界杯[5]
- 世界太极拳锦标赛[6]